# Chiến tranh Lạnh (1962–1979)

Bản đồ thế giới năm 1980 với các liên minh

Bài Chiến tranh Lạnh (1962-1979) nói về một giai đoạn trong cuộc Chiến tranh Lạnh từ sau cuộc Khủng hoảng tên lửa Cuba cuối tháng 10 năm 1962, kéo dài hết giai đoạn giảm căng thẳng bắt đầu từ năm 1969, tới cuối giai đoạn giảm căng thẳng cuối những năm 1970.
Hoa Kỳ duy trì sự tham gia Chiến tranh Lạnh cùng Liên bang Xô viết trong giai đoạn này, dù có những lo ngại trong nước với vụ ám sát John F. Kennedy, Phong trào Dân Quyền và phong trào phản chiến với cuộc Chiến tranh Việt Nam.
Năm 1968, thành viên Khối Đông Âu là Tiệp Khắc tìm cách thực hiện cải cách và sau đó là cuộc xâm lược của Liên xô và các thành viên khác của Khối hiệp ước Warsaw, tiêu diệt những cuộc cải cách. Tới năm 1973, Hoa Kỳ đã rút khỏi cuộc Chiến tranh Việt Nam. Tuy những người Cộng sản giành được quyền lực ở một số quốc gia Đông Nam Á, họ đã bị chia rẽ bởi cuộc Chia rẽ Trung – Xô, với việc Trung Quốc xích lại gần phương Tây sau chuyến thăm của Tổng thống Hoa Kỳ Richard Nixon tới Trung Quốc. Trong thập niên 1960 và 1970, Thế giới thứ ba dần bị chia rẽ giữa các chính phủ được Liên xô ủng hộ (như Libya và Syria) với các chính phủ được phương Tây ủng hộ (như Ả Rập Xê Út), và một nhóm đang nổi lên của các quốc gia không liên kết.
Liên xô và các nền kinh tế Đông Âu tiếp tục trì trệ. Lạm phát xảy ra trên toàn thế giới sau cuộc khủng hoảng dầu mỏ năm 1973.

## Thế giới thứ ba và không liên kết trong thập niên 1960 và 1970

### Giải thực
Các nhu cầu kinh tế của các nước thuộc Thế giới thứ ba khiến họ dễ bị tác động bởi ấp lực và ảnh hưởng từ bên ngoài. Đa số các nguồn tài nguyên cần thiết để phát triển kinh tế đều có được qua các quan hệ kinh tế và thương mại với các cường quốc phương Tây và Liên bang Xô viết, vốn cạnh tranh nhau để có được sự ủng hộ chính trị của các quốc gia mới độc lập. Để hỗ trợ các dự án phát triển, các chính phủ tìm kiếm các khoản vay và hỗ trợ kỹ thuật từ các cường quốc, nhiều cường quốc trong số đó là cựu thực dân thống trị họ. Khi tìm kiếm các mối quan hệ đó, các quốc gia đang nổi lên cũng tìm cách làm giảm bớt sự thống trị của các quốc gia công nghiệp hoá hàng đầu.

### Các liên minh của Thế giới thứ ba
Một số quốc gia kém phát triển đã nghĩ ra một chiến lược biến cuộc Chiến tranh Lạnh trở thành cái họ gọi là sự "đương đầu có sáng tạo"—lợi dụng việc tham gia vào Chiến tranh Lạnh để giành ưu thế của mình trong khi vẫn duy trì được vị thế không liên kết. Chính sách đối ngoại không liên kết coi Chiến tranh Lạnh là một khía cạnh bi kịch và xấu xa của các vấn đề quốc tế, ngăn cản việc thực hiện trách nhiệm tối cao là hỗ trợ các chế độ đang phát triển và sự tụt hậu kinh tế, nghèo đói và bệnh tật của họ. Các nước không liên kết cho rằng sự cùng tồn tại hoà bình với thế giới thứ nhất và thế giới thứ hai vừa là thích đáng vừa là có thể. Jawaharlal Nehru của Ấn Độ coi trung lập là một phương tiện để tạo lập một "lực lượng thứ ba" trong các nước không liên kết, như việc Charles de Gaulle của Pháp đã nỗ lực thực hiện ở châu Âu trong thập niên 1960. Lãnh đạo Ai Cập Gamal Abdel Nasser đã khéo léo thao túng giữa Hoa Kỳ, Canada, Italia, Bồ Đào Nha, Tây Ban Nha, Nhật Bản, Trung Quốc và Khối Đông Âu trong khi theo đuổi những mục tiêu của mình.
Nỗ lực đầu tiên kiểu như vậy, Hội nghị Quan hệ châu Á, được tổ chức tại New Delhi năm 1947, hứa hẹn hỗ trợ mọi phong trào quốc gia chống lại sự cai trị thực dân và khai thác các vấn đề cơ bản của người châu Á. Có lẽ hội nghị nổi tiếng nhất của Thế giới thứ ba là Hội nghị Bandung của các quốc gia châu Á và châu Phi năm 1955 để bàn thảo các lợi ích và chiến lược song phương, cuối cùng dẫn tới sự thành lập Phong trào không liên kết năm 1961. Hội nghị có sự tham gia của 29 nước đại diện cho hơn một nửa dân số thế giới. Như tại New Delhi, chống Chủ nghĩa đế quốc, phát triển kinh tế và hợp tác văn hoá là các chủ đề chính.
Có một sự thúc đẩy mạnh bên trong Thế giới thứ ba nhằm có được một tiếng nói bên trong các hội đồng quốc gia, đặc biệt là Liên hiệp quốc, và nhận được sự công nhận với vị thế quốc gia mới của mình. Các đại diện của các nhà nước mới được thành lập đó rất nhạy cảm với sự khinh thường và phân biệt đối xử, đặc biệt nếu điều đó dựa trên giống nòi. Tại tất cả các nước thuộc Thế giới thứ ba, tiêu chuẩn sống rất thấp. Và tuy một số nước, như Ấn Độ, Nigeria, và Indonesia, đang trở thành các nước lớn, các nước khác vẫn còn nhỏ và nghèo và ít có hy vọng về một tiềm năng phát triển kinh tế.
Ban đầu chỉ có 51 thành viên, Đại hội đồng Liên hiệp quốc đã tăng lên 126 nước vào năm 1970. Sự thống trị của các thành viên phương Tây đã giảm xuống chỉ còn 40% thành viên, với việc các quốc gia Á-Phi giữ sự cân bằng quyền lực. Các cáp bậc của Đại hội đồng tăng lên nhanh chóng khi các cựu thuộc địa giành được độc lập, vì thế thành lập ra một khối bỏ phiếu đáng chú ý với các thành viên từ Mỹ Latinh. Tình cảm chống đế quốc, được tăng cường bởi phương Đông, thường được diễn giải thành các lập trường chống phương Tây, nhưng mục tiêu đầu tiên của các nước không liên kết là có được các biện pháp hỗ trợ chuyển đổi kinh tế và xã hội. Tuy nhiên, việc siêu cường từ chối cấp vốn cho các chương trình đó thường làm giảm tính hiệu quả của phong trào không liên kết.
Hội nghị Bandung biểu tượng hoá những nỗ lực thành lập các tổ chức cấp vùng với mục đích tạo lập chính sách hợp tác kinh tế thống nhất trong các quốc gia thuộc Thế giới thứ ba. Tổ chức Thống nhất châu Phi (OAU) được thành lập tại Addis Ababa, Ethiopia, năm 1963 bởi các nhà lãnh đạo châu Phi cho rằng sự không thống nhất bị các siêu cường lợi dụng. OAU được thành lập với mục đích
thúc đẩy sự thống nhất và đoàn kết của các quốc gia châu Phi; phối hợp và tăng cường sự hợp tác và các nỗ lực tạo lập một cuộc sống tốt đẹp hơn cho người dân châu Phi; bảo vệ chủ quyền; xoá bỏ mọi hình thức Chủ nghĩa thực dân tại châu PHi và tăng cường hợp tác quốc tế...
OAU đòi hỏi một chính sách không liên kết từ mỗi trong số 30 quốc gia thành viên và tạo lập các nhóm kinh tế cấp tiểu vùng tương tự như ý tưởng của Thị trường Chung châu Âu. OAU cũng theo đuổi một chính sách hợp tác chính trị với các liên minh khác thuộc Thế giới thứ ba, đặc biệt với các nước Ả Rập.
Đa phần những thất bại của các quốc gia không liên kết bắt nguồn từ mối quan hệ rất không bình đẳng giữa các nước giàu và nước nghèo. Sự oán giận, mạnh nhất khi những tài nguyên quan trọng và các nền kinh tế bị khai thác bởi các liên doanh đa quốc gia phương Tây, đã có một dấu ấn lớn trên các sự kiện quốc tế. Sự thành lập Tổ chức các Quốc gia Xuất khẩu Dầu mỏ (OPEC) năm 1960 phản ánh những lo ngại này. OPEC đề ra một chiến lược phản xâm nhập, theo đó họ hy vọng khiến các nền kinh tế công nghiệp phụ thuộc vào dầu mỏ nhập khẩu dễ bị áp lực từ Thế giới thứ ba. Ban đầu, chiến lược này mang lại thành công. Khai thác viện trợ nước ngoài từ Hoa Kỳ và các đồng minh của họ, cộng với các chính sách ủng hộ Israel của phương Tây tại Trung Đông, các quốc gia Ả Rập giận dữ bên trong OPEC. Năm 1973, nhóm này tăng gấp bốn lần giá dầu thô. Sự tăng giá bất thần của chi phí năng lượng làm gia tăng lạm phát và giảm phát tại phương Tây và nhấn mạnh sự độc lập của các xã hội trên thế giới. Năm sau đó khối không liên kết trong Liên hiệp quốc thông qua một nghị quyết yêu cầu việc thành lập một trật tự kinh tế quốc tế mới trong đó các nguồn tài nguyên, thương mại và các thị trường phải được phân chia một cách công bằng.
Các quốc gia không liên kết dùng các hình thức hợp tác kinh tế khác như đòn bẩy chống lại các siêu cường. OPEC, OAU, và Liên đoàn Ả Rập đã có nhiều thành viên thuộc cả ba tổ chức, và trong thập niên 1970 các nước Ả Rập bắt đầu cung cấp các khoản viện trợ tài chính lớn cho các quốc gia châu Phi trong nỗ lực làm giảm sự phụ thuộc kinh tế của châu Phi vào Hoa Kỳ và Liên xô.
Tuy nhiên, Liên đoàn Ả Rập đã bị chia rẽ bởi sự bất đồng giữa các chế độ độc tài ủng hộ Liên xô như Ai Cập của Nasser và Syria của Assad, và các nền quân chủ chuyên chế (nói chung ủng hộ phương Tây) như Ả Rập Xê Út và Oman. Và tuy OAU đã có được một số thắng lợi trong việc hợp tác với châu Phi, các thành viên của nó nói chung chủ yếu quan tâm tới việc theo đuổi lợi ích riêng của mình hơn là những lợi ích trên bình diện châu lục.
Tại một hội nghị thượng đỉnh châu Phi-Ả Rập năm 1977 ở Cairo, các nước xuất khẩu dầu mỏ cam kết $1.5 tỷ viện trợ cho châu Phi. Những sự chia rẽ gần đó trong OPEC đã khiến việc này khó có thể diễn ra. Quả thực, cuộc khủng hoảng dầu mỏ năm 1973 của thế giới đã tạo ra bằng chứng khủng khiếp về việc làm sao các cường quốc dầu mỏ có thể tác động tới thế giới phát triển.
Dù có một số lượng lớn các quốc gia không liên kết, nhiều nước trong số đó vẫn liên kết như Philippines và Cuba, Philippine với phương Tây và Cuba với phương Đông.

### Cách mạng Cuba và Khủng hoảng tên lửa Cuba
Những năm từ cuộc Cách mạng Cuba năm 1959 tới các hiệp ước kiểm soát vũ khí thập niên 1970 đánh dấu những nỗ lực ngày càng tăng từ cả Liên bang Xô viết và Hoa Kỳ để giữ vững vùng ảnh hưởng của họ. Tổng thống Hoa Kỳ Lyndon B. Johnson đã cho đổ bộ 22.000 quân tại Cộng hoà Dominica năm 1965, tuyên bố sự ngăn chặn một cuộc Cách mạng kiểu Cuba. Tuy giai đoạn từ năm 1962 tới Giảm căng thẳng không có vụ việc nào căng thẳng như vụ Khủng hoảng tên lửa Cuba, ngày càng có sự mất tín nhiệm và thiện chí giữa các bên chính tham gia Chiến tranh Lạnh.

## Cuộc xâm lược Tiệp Khắc năm 1968

Bản đồ Khối Đông Âu, đồng minh phương Tây và các nước châu Âu khác thời Chiến tranh Lạnh.

Một giai đoạn tự do hoá chính trị diễn ra tại Tiệp Khắc thuộc Khối Đông Âu năm 1968 được gọi là Mùa xuân Praha. Sự kiện được khuyến khích bởi nhiều sự kiện, gồm cả những cải cách kinh tế nhằm giải quyết sự giảm phát kinh tế đầu thập niên 1960. Trong tháng 4, lãnh đạo Tiệp Khắc Alexander Dubček tung ra một "Chương trình Hành động" để tự do hoá, gồm tăng cường tự do báo chí, tự do ngôn luận và tự do đi lại, cùng với sự nhấn mạnh của kinh tế trên hàng hoá tiêu dùng, khả năng về một chính phủ đa Đảng, và hạn chế quyền lực của cảnh sát mật. Phản ứng ban đầu bên trong Khối Đông Âu không thống nhất, János Kádár tại Hungary thể hiện sự ủng hộ trong khi Leonid Brezhnev và những nhà lãnh đạo Đông Âu khác dần lo ngại về những cuộc cải cách của Dubček, mà họ cho rằng có thể làm suy yếu vị thế của Khối Đông Âu trong bối cảnh Chiến tranh Lạnh. Ngày 3 tháng 8, các đại diện từ Liên bang Xô viết, Đông Đức, Ba Lan, Hungary, Bulgaria, và Tiệp Khắc gặp gỡ tại Bratislava và ký kết Tuyên bố Bratislava, khẳng định sự trung thành tuyệt đối với Chủ nghĩa Mác-Lenin và Chủ nghĩa vô sản quốc tế và tuyên bố một cuộc chiến không khoan nhượng chống lại tư tưởng "tư sản" và mọi lực lượng "chống xã hội Chủ nghĩa".
Đêm ngày 20–21 tháng 8 năm 1968, quân đội Khối Đông Âu từ bốn quốc gia thuộc Khối hiệp ước Warsaw — Liên xô, Bulgaria, Ba Lan và Hungary—xâm lược Tiệp Khắc. Cuộc xâm lược được tiến hành theo Học thuyết Brezhnev, một chính sách ép buộc các quốc gia Khối Đông Âu gắn kết lợi ích quốc gia vào lợi ích của Khối như một tổng thể và thực thi quyền can thiệp của Xô viết nếu một quốc gia thuộc khối có biểu hiện đi theo tư bản Chủ nghĩa. Cuộc xâm lược dẫn tới một làn sóng di cư, gồm cả ước tính 70.000 người Séc bỏ chạy trong giai đoạn đầu, và tổng thể sau đó lên tới 300.000 người. Tháng 4 năm 1969, Dubček bị gạt khỏi chức thư ký thứ nhất và bị thay thế bởi Gustáv Husák, và một giai đoạn "bình thường hoá" bắt đầu. Husák đảo ngược các cuộc cải cách của Dubček, thanh trừng các thành viên tự do trong Đảng, giải tán đối lập khỏi văn phòng công cộng, tái lập quyền lực của cảnh sát, tìm cách tái tập trung hoá nền kinh tế và trở lại cấm bình luận chính trị trên truyền thông chính thống và bởi những người không được coi là "hoàn toàn tin tưởng về chính trị". Hình ảnh quốc tế của Liên xô đã bị ảnh hưởng nghiêm trọng, đặc biệt trong các phong trào sinh viên phương Tây bị ảnh hưởng bởi "Cánh tả Mới" và các quốc gia Không liên kết. Ví dụ, Cộng hoà Nhân dân Trung Hoa của Mao Trạch Đông lên án cả Liên xô và Mỹ là đế quốc.

## Chiến tranh Việt Nam
Tổng thống Hoa Kỳ Lyndon B. Johnson đã cho đổ bộ 42.000 quân vào Cộng hoà Dominica năm 1965 để ngăn chặn sự xuất hiện của "một Fidel Castro khác." Tuy nhiên, đáng chú ý hơn trong năm 1965 là việc Hoa Kỳ can thiệp vào Đông Nam Á. Năm 1965 Johnson cho đồn trú 22.000 quân tại Miền nam Việt Nam để chống đỡ cho chính quyền chống cộng đang lung lay. Chính phủ Nam Việt Nam từ lâu đã liên minh với Hoa Kỳ. Bắc Việt Nam dưới sự lãnh đạo của Hồ Chí Minh được Liên xô và Trung Quốc hậu thuẫn. Đổi lại, Bắc Việt Nam ủng hộ Mặt trận Giải phóng Dân tộc, với các binh sĩ từ tầng lớp công nhân và nông dân miền Nam. Tìm cách ngăn chặn sự mở rộng của Chủ nghĩa Cộng sản, Johnson tăng số quân lên tới 575.000 người năm 1968.
Dù cả Liên xô và Trung Quốc cùng không trực tiếp can thiệp vào cuộc xung đột, họ đã cung cấp những khối lượng lớn viện trợ và trang bị cho Miền bắc và ủng hộ Miền bắc về ngoại giao.
Tuy Hoa Kỳ có những tổn thất lớn về nhân mạng những năm đầu của cuộc chiến, chính quyền đã đảm bảo với công chúng rằng cuộc chiến là có thể thắng lợi và trong một tương lai gần sẽ dẫn tới chiến thắng của Mỹ. Niềm tin của công chúng Hoa Kỳ vào "ánh sáng cuối đường hầm" đã mất đi ngày 30 tháng 1 năm 1968, khi Mặt trận Dân tộc Giải phóng tung ra Chiến dịch Mậu Thân ở Nam Việt Nam. Dù không một mũi tấn công nào đạt được bất kỳ một mục tiêu quân sự nào, khả năng đáng ngạc nhiên của đối thủ trong việc tung ra một cuộc tấn công như vậy đã thuyết phục nhiều người Mỹ rằng chiến thắng là điều không thể.
Một tiếng nói phản chiến và phong trào hoà bình tập trung tại các trường đại học đã trở thành tính chất đặc trưng khi phong trào phản văn hoá hồi thập niên 1960 chấp nhận một lập trường chống chiến tranh. Điều đặc biệt mất lòng dân là việc đăng lính đe doạ gửi những thanh niên tới chiến đấu trong các rừng rậm ở Đông Nam Á.
Được bầu lên năm 1968, Tổng thống Hoa Kỳ Richard M. Nixon bắt đầu một chính sách dần rút khỏi cuộc chiến. Mục tiêu là dần xây dựng một Quân đội Nam Việt Nam có thể tự lực chiến đấu. Chính sách này đã trở thành nền tảng của cái gọi là "Học thuyết Nixon." Khi được áp dụng ở Việt Nam, học thuyết được gọi là "Việt Nam hóa chiến tranh." Mục tiêu của Việt Nam hoá chiến tranh là dần cho phép Quân đội Nam Việt Nam đảm nhiệm việc chiến đấu chống lại Mặt trận Giải phóng Miền nam và Quân đội Bắc Việt Nam.
Tính chất đạo đức của việc Hoa Kỳ tham chiến tiếp tục là một vấn đề trong nhiệm kỳ của Nixon. Năm 1969, mọi chuyện trở nên rõ ràng rằng Trung uý William Calley, chỉ huy một trung đội ở Việt Nam, đã ra lệnh một cuộc thảm sát thường dân Việt Nam một năm trước đó. Năm 1970, Nixon ra lệnh thực hiện những cuộc xâm nhập quân sự bí mật vào Campuchia nhằm tiêu diệt những nơi trú ấn của Mặt trận Dân tộc Giải phóng nằm giáp biên giới Nam Việt Nam.
Hoa Kỳ rút quân khỏi Việt Nam năm 1973, và cuộc xung đột cuối cùng chấm dứt năm 1975 khi Bắc Việt Nam chiếm Sài Gòn, hiện là Thành phố Hồ Chí Minh. Hàng triệu người Việt Nam đã chết vì cuộc Chiến tranh Việt Nam. Những ước tính thương vong thấp nhất, dựa trên những tài liệu khi ấy bị Bắc Việt Nam phản đối, là khoảng 1.5 triệu người Việt Nam thiệt mạng. Những con số được Việt Nam đưa ra ngày 3 tháng 4 năm 1995, rằng tổng cộng một triệu binh lính Việt Nam và bốn triệu thường dân đã thiệt mạng trong cuộc chiến. Sự chính xác của những con số này nói chung không bị phản đối. Ước tính chính thức về con số thiệt mạng của Hoa Kỳ là khoảng 58.000 người, với một số người mất tích và bị cho là đã chết. Hàng triệu người Việt Nam đã bỏ chạy sau khi cuộc chiến chấm dứt. Sau cuộc chiến, hàng nghìn người Việt Nam bị đưa vào các trại "cải tạo". Từ giữa thập niên 1980, Việt Nam đã đi theo con đường tự do hoá kinh tế tương tự với mô hình của Trung Quốc, và mặc dù vẫn còn là một nước nghèo, trong thập niên vừa qua Việt Nam là một trong những nền kinh tế phát triển nhanh nhất thế giới.

## Học thuyết Nixon
Tới những năm cuối của chính quyền Nixon, mọi chuyện trở nên rõ ràng rằng chính Thế giới thứ ba là nguồn gốc nguy hiểm của sự ổn định trên thế giới. Yếu tố trung tâm của chính sách Nixon-Kissinger về Thế giới thứ ba là nỗ lực duy trì một tình trạng ổn định đã có mà không có sự can thiệp quá sâu của Hoa Kỳ vào những cuộc xung đột địa phương. Năm 1969 và 1970, với đỉnh điểm cuộc Chiến tranh Việt Nam, Tổng thống đã đặt ra các yếu tố của cái được gọi là Học thuyết Nixon, theo đó Hoa Kỳ sẽ "tham gia trong sự phòng vệ và phát triển của các liên minh và bạn bè" nhưng sẽ để "trách nhiệm cơ bản" về tương lai của các quốc gia "bạn bè" đó cho họ tự quyết. Học thuyết Nixon biểu thị một sự xem thường ngày càng lớn của chính phủ Hoa Kỳ với Liên hiệp quốc, nơi các nước kém phát triển đang giành được ảnh hưởng bằng số lượng áp đảo của họ, và sự gia tăng ủng hộ cho các chế độ độc tài đang tìm cách chống lại những đòi hỏi của công chúng trong nước.
Ví dụ, trong thập niên 1970, CIA đã liên tục đổ các khoản tiền vào Chile để hỗ trợ cho chính phủ ở đó chống lại nguy cơ từ Chủ nghĩa Mác. Khi ứng cử viên tổng thống theo đường lối Marxist, Salvador Allende, lên nắm quyền sau cuộc bầu cử tự do, Hoa Kỳ bắt đầu chi thêm nhiều tiền cho các lực lượng đối lập để làm "bất ổn" chính phủ mới. Năm 1973, một hội đồng quân sự được Hoa Kỳ ủng hộ chiếm quyền lực của Allende. Chế độ đàn áp mới của Tướng Augusto Pinochet nhận được sự ủng hộ nhiệt tình và hỗ trợ kinh tế, quân sự ngày càng lớn của Hoa Kỳ như một đồng minh chống cộng. Dân chủ cuối cùng được tái lập ở Chile năm 1989.

## Chia rẽ Trung – Xô
Cuộc Đại nhảy vọt của Cộng hoà Nhân dân Trung Hoa và các chính sách dựa trên nông nghiệp thay vì công nghiệp nặng của nước này thách thức mô hình Chủ nghĩa xã hội kiểu Liên xô và những dấu hiệu của ảnh hưởng Xô viết lên các nước Xã hội Chủ nghĩa. Khi quá trình "phi Stalin hoá" diễn ra ở Liên xô, nhà sáng lập cách mạng Trung Quốc, Mao Trạch Đông, lên án "Chủ nghĩa xét lại" của Liên xô. Người Trung Quốc cùng dẫn bất đồng với việc luôn chỉ có vai trò thứ hai trong thế giới Cộng sản. Trong thập niên 1960, một sự chia rẽ công khai xuất hiện giữa hai cường quốc; những căng thẳng đã dẫn tới một loạt các cuộc xung đột dọc theo biên giới Trung-Xô.
Cuộc chia rẽ Trung-Xô có những ảnh hưởng quan trọng tại Đông Nam Á. Dù nhận được những khoản viện trợ to lớn của Trung Quốc trong hai cuộc chiến kéo dài, những người Cộng sản Việt Nam liên kết với Liên xô chống lại Trung Quốc. Khmer Đỏ đã nắm quyền kiểm soát tại Campuchia năm 1975 và trở thành một trong những chế độ tàn bạo nhất trong lịch sử thế giới. Nước Việt Nam mới thống nhất và chế độ Khmer Đỏ có quan hệ thù địch khi Khmer Đỏ bắt đầu tàn sát người Việt Nam tại Campuchia, và sau đó tung ra các cuộc tấn công cướp phá vào bên trong Việt Nam. Khmer Đỏ liên minh với Trung Quốc, nhưng điều này là không đủ để ngăn Việt Nam tấn công họ và tiêu diệt chế độ này năm 1979. Tuy không thể cứu các đồng minh Campuchia của mình, người Trung Quốc thực sự đã trả đũa Việt Nam bằng cách xâm lược miền bắc Việt Nam trong một cuộc tấn công trừng phạt vào cuối năm đó. Sau vài tháng chiến tranh dữ dội và những thương vong với cả hai phía, người Trung Quốc thông báo chiến dịch đã hoàn thành và rút lui, chấm dứt xung đột.
Liên hiệp quốc chỉ đóng một vai trò mờ nhạt trong những sự kiện này, không muốn liên can vào vùng mà họ đã thất bại ở Việt Nam. Sự chia rẽ mạnh trong khối Cộng sản đóng một vai trò quan trọng làm giảm căng thẳng Trung-Mỹ và vào quá trình tiến tới Giảm căng thẳng Đông-Tây.

## Giảm căng thẳngvà thay đổi liên minh

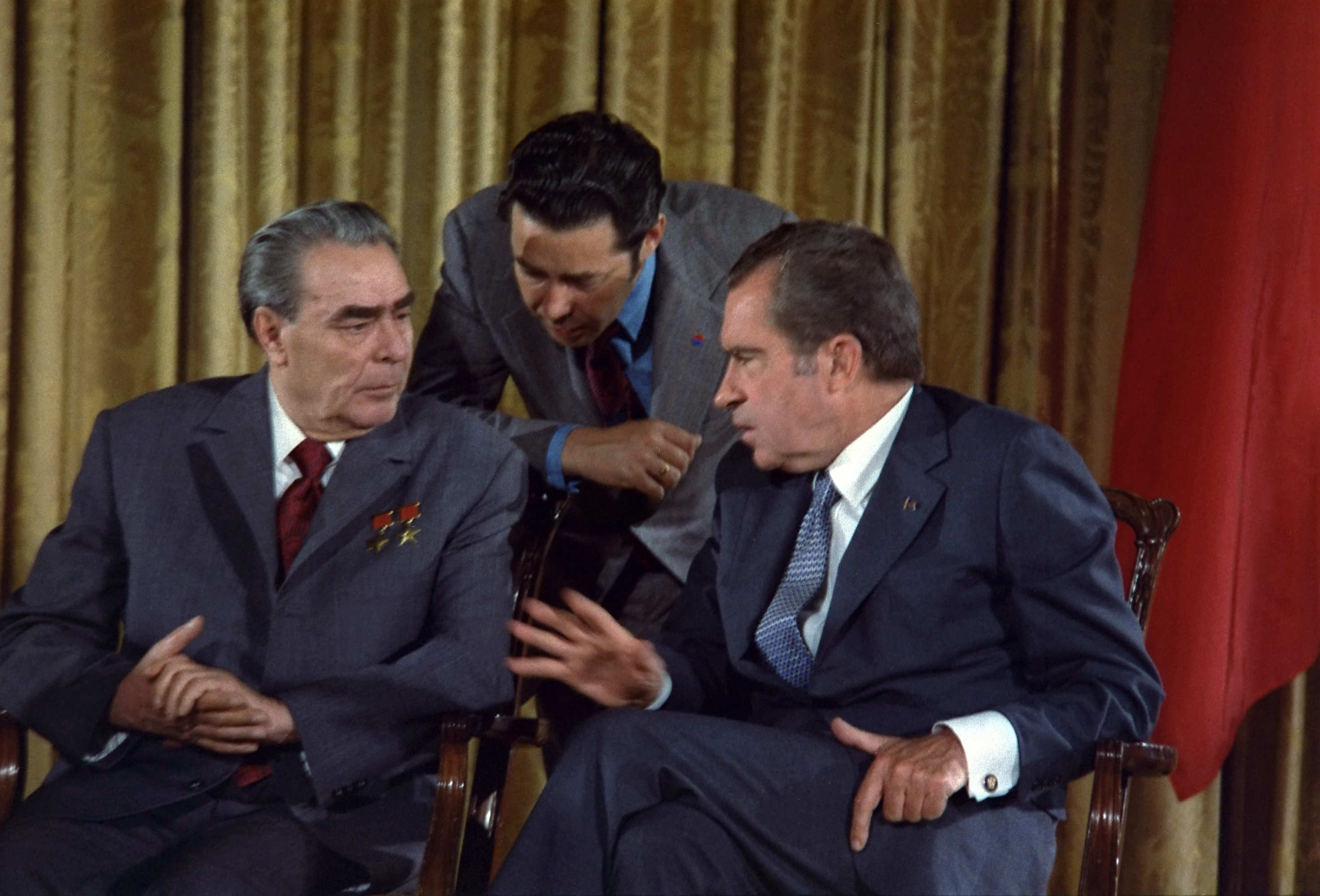
Brezhnev và Nixon nói chuyện khi đứng trên ban công Nhà Trắng trong chuyến thăm năm 1973 của Brezhnev tới Washington—một đỉnh điểm trong giai đoạn giảm căng thẳng giữa Hoa Kỳ và Liên bang Xô viết.

Trong quá trình thập niên 1960 và '70, các bên tham gia Chiến tranh Lạnh đấu tranh cho một hình mẫu mới và phức tạp hơn của các mối quan hệ quốc tế trong đó thế giới không còn bị phân chia thành các khối đối đầu rõ rệt nữa. Liên xô đã hoàn thành một sự cân bằng hạt nhân với Mỹ. Từ đầu giai đoạn hậu chiến, Tây Âu và Nhật Bản nhanh chóng hồi phục từ những tàn phá của Thế Chiến II và duy trì được sự tăng trưởng kinh tế mạnh trong suốt thập niên 1950 và '60, với GDP trên đầu người đạt tới mức của Hoa Kỳ, trong khi kinh tế Khối Đông Âu rơi vào trì trệ. Trung Quốc, Nhật Bản, và Tây Âu; sự phát triển của Chủ nghĩa quốc gia ở Thế giới thứ ba, và sự không thống nhất ngày càng lớn bên trong liên minh Cộng sản đều là điềm báo về một cơ cấu thế giới đa cực mới. Hơn ưnã, cú sốc dầu mỏ của thế giới năm 1973 đã tạo ra một sự thay đổi lớn trong sự thịnh vượng kinh tế của các cường quốc. Sự gia tăng nhanh chóng của giá dầu đã tàn phá nền kinh tế Mỹ dẫn tới "tình trạng lạm phát đình đốn" và tăng trưởng chậm.
Giảm căng thẳng vừa có lợi ích chiến lược vừa có lợi ích kinh tế với cả hai phía trong cuộc Chiến tranh Lạnh, được nâng đỡ bởi lợi ích chung trong việc tìm cách kiểm soát sự mở rộng và phổ biến các vũ khí hạt nhân. Tổng thống Richard Nixon và lãnh đạo Liên xô Leonid Brezhnev đã ký hiệp ước SALT I để hạn chế sự phát triển các loại vũ khí chiến lược. Sự kiểm soát vũ khí cho phép cảhai siêu cường giảm bớt sự gia tăng khủng khiếp của ngân sách quốc phòng. Cùng lúc đó, châu Âu bị chia rẽ bắt đầu theo đuổi các quan hệ gần gũi hơn. Chính sách Ostpolitik (hướng về phía Đông) của Thủ tướng Đức Willy Brandt đã dẫn tới việc công nhận nhà nước Đông Đức.
Sự hợp tác theo các Thoả thuận Helsinki đã dẫn tới nhiều thoả thuận khác về kinh tế, chính trị và nhân quyền. Một loạt các thoả thuận kiểm soát vũ khí như SALT I và Hiệp ước Chống Tên lửa Đạn đạo được hình thành để giới hạn sự phát triển của các loại vũ khí chiến lược và giảm tốc cuộc chạy đua vũ trang. Cũng có những sự xích lại gần nhau giữa Trung Quốc và Hoa Kỳ. Cộng hoà Nhân dân Trung Hoa gia nhập Liên hiệp quốc, và các quan hệ thương mại và văn hoá được thúc đẩy, đáng chú ý nhất là chuyến thăm có tầm quan trọng lớn của Nixon tới Trung Quốc năm 1972.
Trong lúc đó, Liên xô ký kết các hiệp ước hữu nghị và hợp tác với nhiều quốc gia không thuộc thế giới Cộng sản, đặc biệt là trong số các nước Không liên kết và thuộc Thế giới thứ ba.

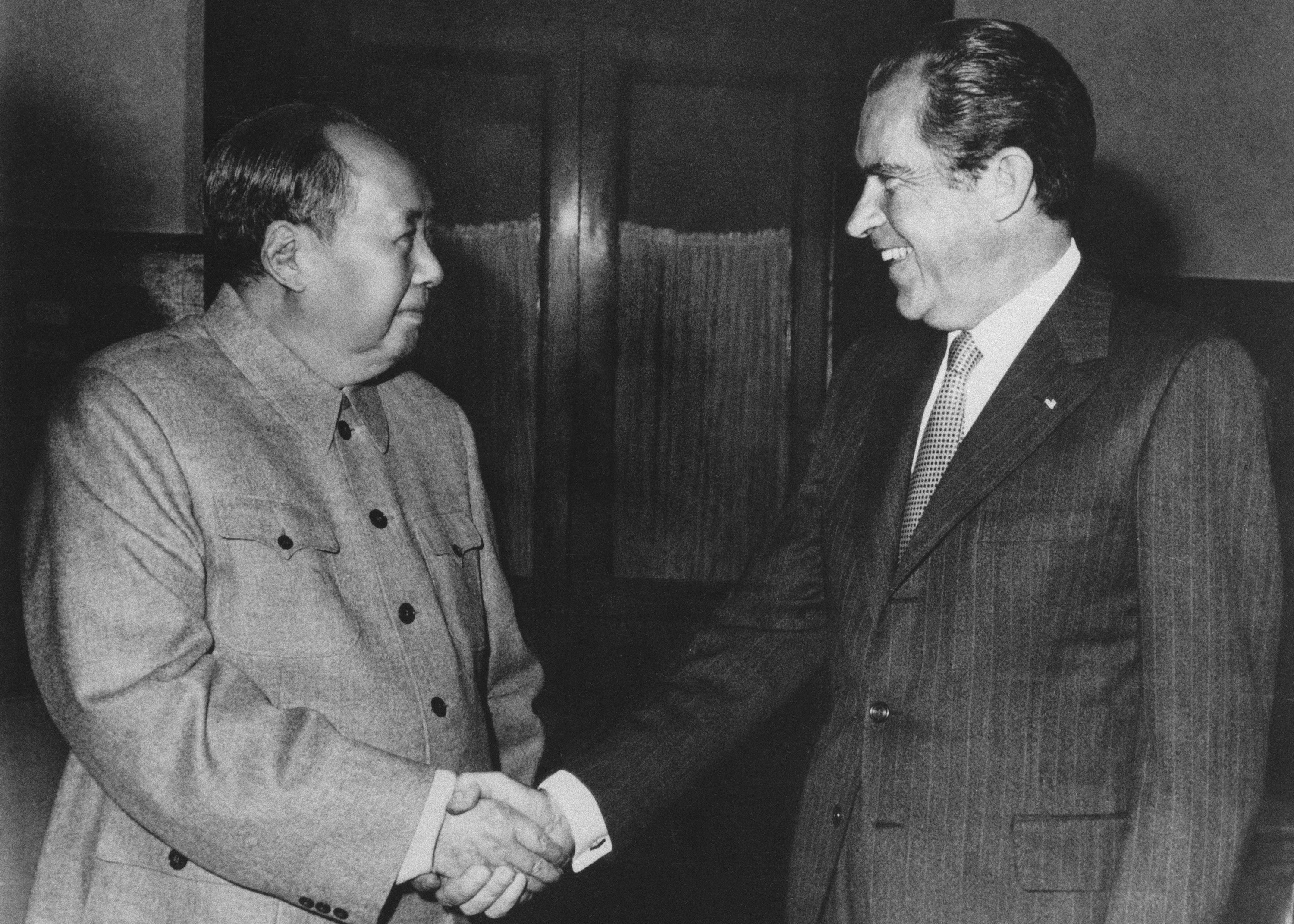
Mao Trạch Đông gặp Richard Nixon, 1972

Trong thời Giảm căng thẳng, sự cạnh tranh tiếp tục, đặc biệt tại Trung Đông và đông và nam Phi. Hai quốc gia tiếp tục cạnh tranh với nhau về ảnh hưởng tại Thế giới thứ ba giàu tài nguyên. Cũng có sự gia tăng chỉ trích với việc Hoa Kỳ ủng hộ chế độ Suharto ở Indonesia, chế độ Augusto Pinochet ở Chile, và Mobuto Sese Seko tại Zaire.
Cuộc chiến tranh tại Việt Nam và khủng hoảng Watergate đã làm mất lòng tin vào tổng thống. Những thất bại trên trường quốc tế, gồm sự sụp đổ của Miền Nam Việt Nam năm 1975, cuộc khủng hoảng con tin tại Iran năm 1979, Cuộc chiến Xô viết tại Afghanistan, sự lớn mạnh của Chủ nghĩa khủng bố quốc tế, và sự gia tăng chạy đua vũ trang làm dấy lên những lo ngại về chính sách đối ngoại quốc gia. Cuộc khủng hoảng năng lượng, tình trạng thất nghiệp, là lạm phát, bị gọi là "lạm phát trì trệ," làm xuất hiện những câu hỏi mang tính cơ bản về tương lai sự thịnh vượng của nước Mỹ.
Cùng lúc ấy, nước Liên xô giàu dầu mỏ được hưởng lợi to lớn, và nguồn tiền có được từ dầu mỏ giúp họ sửa chữa nhiều lỗi hệ thống trong nền kinh tế Xô viết. Cùng lúc đó, toàn bộ Khối Đông Âu tiếp tục trải qua tình trạng trì trệ hàng loạt, sự thiếu hụt hàng tiêu dùng xuất hiện trong các nền kinh tế thiếu hụt, trì trệ kinh tế và sự tụt giảm chất lượng và số lượng nhà cửa.

## Văn hoá và Truyền thông
Các chủ đề quan tâm hàng đầu của cuộc Chiến tranh Lạnh trong văn hoá đại chúng tiếp tục được đề cập trong thập niên 1960 và 1970. Một trong những bộ phim được biết đến nhiều nhất trong giai đoạn này là phim hài châm biếm năm 1964 Dr. Strangelove or: How I Learned to Stop Worrying and Love the Bomb do Stanley Kubrick đạo diễn và có sự góp mặt của Diễn viên Peter Sellers. Trong phim, một vị tướng điên của Mỹ đã chiếm quyền của Tổng thống và ra lệnh tấn công hạt nhân trên không vào Liên xô. Bộ phim đã rất thành công và ngày nay vẫn là một phim cổ điển.
Tuy nhiên, tại Anh Quốc, The War Game, một phim truyền hình của BBC được biên tập, đạo diễn và sản xuất bởi Peter Watkins là một sự thể hiện một tương lai đen tối hơn của cuộc chiến tranh Lạnh. Bộ phim, thể hiện tác động của cuộc tấn công hạt nhân của Liên xô vào Anh, gây ra sự mất tinh thần trong cả BBC và chính phủ. Ban đầu có được lên kế hoạch phát sóng ngày 6 tháng 8 năm 1966 (ngày kỷ niệm vụ ném bom Hiroshima) nhưng mãi tới năm 1985 mới được phát sóng.

## Các tài liệu đáng chú ý
- Hiệp ước Cấm thử Vũ khí Hạt nhân Giới hạn (PTBT/LTBT) hay một phần: 1963. Cũng được đưa ra bởi Kennedy; cấm các vụ thử hạt nhân trên không, dưới nước và trong vũ trụ. Tuy nhiên, cả Pháp và Trung Quốc (Hai quốc gia sở hữu vũ khí hạt nhân) đều không ký.
- Hiệp ước Không Phổ biến Vũ khí Hạt nhân (NPT): 1968. Quy định Hoa Kỳ, Liên xô, Anh, Pháp và Trung Quốc là năm "Quốc gia sở hữu vũ khí hạt nhân". Các quốc gia không sở hữu vũ khí hạt nhân bị cấm (trong số những điều khác) sở hữu, chế tạo, hay tìm kiếm vũ khí hạt nhân hay các thiết bị nổ khác. Tất cả 187 nước ký kết đều cam kết mục tiêu (cuối cùng) giải trừ vũ khí hạt nhân.
- Hiệp ước Chống Tên lửa Đạn đạo (ABM): 1972. Giữa Hoa Kỳ và Liên xô để giới hạn các hệ thống chống tên lửa đạn đạo được sử dụng để bảo vệ các khu vực chống lại các tên lửa mang đầu đạn hạt nhân, được Hoa Kỳ tham gia năm 2002.
- Các Hiệp ước Giới hạn Vũ khí Chiến lược I & II (SALT I & II): 1972 / 1979. Hạn chế sự phát triển các kho vũ khí tên lửa của Hoa Kỳ và Liên xô.
- Thoả thuận Ngăn chặn Chiến tranh Hạt nhân: 1973. Hoa Kỳ và Liên xô cam kết tham vấn lẫn nhau trong các điều kiện xung đột hạt nhân.